# Мая Кемпбелл
Мая Ке́мпбелл (англ. Maia Campbell; нар.26 листопада 1976, Такома-Парк, США) — американська акторка телебачення та кіно.

## Біографія
Майя Кемпбелл (Maia Chinassa Campbell) — народилась 26 листопада 1976 року в місті Такома Парк, штат Меріленд (Takoma Park, Maryland).
Дочка покійного автора Мура Кемпбелла (англ. Bebe Moore Campbell) та архітектора з Вашингтону Тико Кемпбелл (англ. Tiko Campbell).
Разом зі своєю родиною переїхала в Лос-Анджелес (штат Каліфорнія), коли їй було сім років.
Навчалась акторській майстерності у Філадельфії, штат Пенсильванія.
Також навчалась у театрі «англ. Crossroads Theatre» в Лос-Анджелесі та Коледжі Спелмана (англ. Spelman College) в Атланті.
Акторську кар'єру почала з фільму «Poetic Justice»
Здобула широку популярність після того, як знялась у комедійному телесеріалі «In the House».
Знімалась у багатьох телесеріалах та художніх фільмах.

## Фільмографія
- Poetic Justice (1993)
- South Central (TV) (1994)
- Beverly Hills 90210 (2 серії, 1996—1997)
- In the House (TV) (1995—1998)
- Kinfolks (1998)
- Sister, Sister (TV) (1998)
- Trippin (1999)
- Seventeen Again (2000)
- The Luau (2001)
- The Trial (2002)
- With or Without You (2003)
- Sweet Potato Pie (2004)
- Envy (2005)
- Sorority Sister Slaughter (2007)

## Нагороди
- 1996 — Номінована на нагороду «Best Performance by a Young Actress» — за роль у комедійному серіалі In the House.